# Roy Hill Mine
Die Roy Hill Mine ist ein Eisenerz-Tagebau in der Region Pilbara in Western Australia, der 2015 die Produktion aufnahm.

## Geographie

### Lage
Der Tagebau liegt 115 Kilometer nördlich von Newman und 1100 km von Perth entfernt.

### Geologie
Das abgebaute hämatit- und goethithaltige Bändereisenerz stammt aus der Marra Mamba Iron Formation in der Chichester Range. Es hat einen niederen Phosphorgehalt und einen hohen Anteil an gebundenem Wasser. In der Nähe von Roy Hill befinden sich die zwei Tagebaue Christmas Creek Mine und Cloud Break Mine der Fortescue Metals Group.

## Geschichte
Die Vorkommen wurden 1992 von der westaustralischen Explorationsgesellschaft Hancock Prospecting entdeckt, die im folgenden Jahr die Schürfrechte erhielt.
Eine erste Machbarkeitsstudie für einen kommerziellen Abbau wurde 2008 durchgeführt. Für das gesamte Projekt wird mit einem Aufwand von 10 Milliarden US-Dollar gerechnet. Die Finanzierung konnte im März 2014 mit der Unterzeichnung eines Kredits über 7,2 Milliarden US-Dollar mit einer Laufzeit von 10,5 Jahren gesichert werden.
Im Jahre 2010 wurde mit dem Ausbaggern des Hafens begonnen. Die Ausrichtung des Tagebaus wurde 2013 für 5,6 Milliarden australische Dollar an Samsung vergeben, so dass im April 2014 das erste Erz abgebaut werden konnte. Am 10. Dezember 2015 verließ der erste Erzfrachter den Hafen mit einer für POSCO bestimmten Ladung.

### Besitzverhältnisse
Roy Hill ist die einzige nicht von großen internationalen Bergbaugesellschaften betriebene Eisenerzgrube in Australien. Sie befindet sich zur Mehrheit im Besitz der von Gina Rinehart kontrollierten Hancock Prospecting, die einen Anteil von 70 % am Bergwerksunternehmen Roy Hill Holdings Pty Ltd hält. Daneben gehören 15 % dem koreanischen Stahlerzeuger POSCO, 12,5 % der japanischen Handelsgesellschaft Marubeni und 2,5 % dem taiwanesischen Stahlerzeuger China Steel.
Ursprünglich war auch STX Corporation, eine südkoreanische Handelsgesellschaft, an Roy Hill beteiligt, die aber ihren Anteil 2012 an Marubeni verkaufte. POSCO war anfänglich der einzige Stahlerzeuger mit Anteilen an Roy Hill. Er reduzierte seinen Anteil von 15 % um mit China Steel einen zweiten Stahlerzeuger an der Bergbaugesellschaft zu beteiligen.

## Betrieb
Der Tagebau ist für die Förderung von 55 Millionen Tonnen Erz pro Jahr ausgelegt. Das Erz aus dem Tagebau wird mit der 344 km langen Roy Hill Railway an den Hafen bei Port Hedland gebracht, wo gleichzeitig zwei Erzfrachter anlegen können. Der Tagebau soll für 30 Jahre in Betrieb sein.